# Seu Desejo
Seu Desejo é uma banda de forró eletrônico brasileira, formada em 27 de fevereiro de 2024 pelos cantores Yara Tchê e Alessandro Costa. A banda possui uma média de 2,3 milhões de ouvintes mensais no Spotify.

## Informações gerais
Em 27 de fevereiro de 2024, os cantores Yara Tchê e Alessandro Costa anunciaram, em suas redes sociais, o desligamento da marca "Desejo de Menina". Após negociar melhorias para o grupo com o empresário dono da banda, as partes não chegaram a um consenso. Assim, os cantores decidiram seguir com um novo projeto musical, intitulado "Seu Desejo".
A banda faz parte do casting da Camarote Shows, escritório de gerenciamento artístico comandado por Wesley Safadão. Emplacou hits como "Cama de Solteiro", "Outro Patamar", "De Volta Pro Amor" e "Superficial", parceria com Wesley que ultrapassou 3 milhões de visualizações em apenas 48 horas após o lançamento. O canal do YouTube do Seu Desejo soma mais de 330 milhões de views.

## Premiações e certificações
O ano de 2024 consolidou a banda Seu Desejo no cenário musical com o lançamento do hit "Beijos, Blues e Poesia", que foi eleito o “Hit do Ano” no TikTok Awards. A música rapidamente se tornou um fenômeno nas plataformas digitais, alcançando 31 bilhões de visualizações em reproduções no Instagram e Tik Tok e mais de 17,4 milhões de streams no Spotify. O sucesso também se estendeu ao YouTube, com os vídeos oficiais superando a marca de 13 milhões de visualizações e contou com o apoio de celebridades como Juliette, Claudia Leitte e Pabllo Vittar, que ajudaram a impulsionar o fenômeno. A canção também fez a banda concorrer ao Prêmio Multishow neste mesmo ano.
Em 24 de maio de 2025, durante o Festival Desejando, realizado no estacionamento da Arena Castelão, em Fortaleza, o grupo recebeu duas conquistas marcantes: o Disco de Platina, pelos mais de 30 milhões de streams nas plataformas e a placa de 1 milhão de inscritos no YouTube. A entrega dos prêmios aconteceu diante de um público de mais de 20 mil pessoas.

## Festival "Desejando"
Em janeiro de 2025, a banda Seu Desejo anunciou o lançamento da label "Desejando", que levará o forró romântico para grandes palcos do Brasil. No dia 7 de fevereiro de 2025, o primeiro grande show aconteceu em São Paulo, no tradicional Centro de Tradições Nordestinas, com a participação especial de Walkyria Santos. Além de São Paulo, o festival também passou pelas cidades de Rio de Janeiro, no dia 15 de março; João Pessoa, em 5 de abril e Fortaleza, no dia 24 de maio. Em 2025, a banda fez mais de 40 shows em 30 dias, durante o período de festas juninas.

## Controvérsias
- Em 12 de julho de 2024, a banda Desejo de Menina anunciou que processaria a banda Seu Desejo por violação de direitos autorais.[16][17]
- Em 29 de julho de 2025, o juiz Cristiano Queiroz Vasconcelos, do Tribunal de Justiça da Bahia, julgou parcialmente procedente uma ação envolvendo a marca "Desejo de Menina". Segundo o magistrado, a banda Seu Desejo deveria cessar imediatamente o uso de qualquer elemento gráfico que remeta à marca "Desejo de Menina". Em caso de descumprimento, seria aplicada uma multa diária de R$ 2.000, limitada a R$ 200 mil. A medida visava evitar a confusão do público e resguardar os direitos da formação original, que tem décadas de trajetória no forró romântico.[18] Além disso, o juiz determinou que os réus retirassem das plataformas de streaming todos os fonogramas relacionados à antiga banda que estivessem sendo utilizados sem autorização. A sanção para o descumprimento foi de R$ 1.000 por dia, podendo chegar a R$ 100 mil. A Justiça também exigiu a criação de novas redes sociais com nota pública esclarecendo a separação dos projetos, com multa equivalente.[19]  A decisão atinge diretamente o grupo que atualmente utiliza o nome "Seu Desejo", cuja marca foi registrada no Instituto Nacional de Propriedade Industrial (INPI). Apesar disso, a disputa envolvendo esse novo nome ainda segue em tramitação na Justiça Federal, onde os limites de uso e direitos associados à nova marca serão analisados com mais profundidade.[20]

## Discografia

### Álbuns ao vivo
- 2024: Nosso Tempo é Agora

### Singles
- 2024: Beijos, Blues e Poesia[21]